# 1995 في الاتحاد الأوروبي
أحداث عام 1995 في الاتحاد الأوروبي.

## الحكم
- رئيس المجلس الأوروبي
  -  فرنسوا ميتران (كانون الثاني – أيار 1994)
  -  جاك شيراك (أيار – حزيران 1994)
  -  فيليبي غونثاليث (تموز – كانون الأول 1994)
- رئيس المفوضية
  -  جاك ديلور (إلى 24 كانون الثاني 1995)
  -  جاك سانتر (من 24 كانون الثاني 1995)
- رئاسة مجلس
  -  فرنسا (كانون الثاني – حزيران 1994)
  -  إسبانيا (تموز – كانون الأول 1994)

## الأحداث

### كانون الثاني
- 1 كانون الثاني
  - تتولى فرنسا رئاسة مجلس الاتحاد الأوروبي.
  - أصبحت النمسا وفنلندا والسويد أعضاء في الاتحاد الأوروبي.
- 23 كانون الثاني - بعد تصويت البرلمان بالموافقة في 18 كانون الثاني، قام ممثلو حكومات الدول الأعضاء بتعيين رئيس وأعضاء المفوضية الأوروبية لمدة خمس سنوات.
- 25 كانون الثاني - اعتمدت المفوضية الجزء الثاني من الورقة الخضراء بشأن تحرير البنية التحتية للاتصالات وشبكات التلفزيون الكبلي.

### شباط
- 23 شباط - حكم بورديسا. تقضي محكمة العدل الأوروبية بأنه يجوز للمواطنين تصدير الأوراق النقدية والعملات المعدنية والشيكات دون إذن مسبق.
- 25 - 26 شباط يقام المؤتمر الوزاري مجموعة الدول الصناعية السبع لمجتمع المعلومات في - بروكسل.

### اذار
- 8 اذار - ديوان المحاسبة ينشر تقريرًا خاصًا عن أداة التماسك المالية.
- 14 اذار - المجلس والبرلمان يوقعان على برنامج سقراط في مجال التعليم.
- 20 - 21 اذار - ميثاق الاستقرار لأوروبا الوسطى والشرقية وقعت واعتمدت في باريس.
- 26 اذار - دخلت اتفاقية شنغن حيز التنفيذ بين بلجيكا وفرنسا وألمانيا ولوكسمبورغ وهولندا والبرتغال وإسبانيا.

### نيسان
- 4 نيسان - المفوضية تتبنى ورقة خضراء حول دور الاتحاد في مجال السياحة.
- 9 نيسان - ليختنشتاين تصدق على انضمامها إلى المنطقة الاقتصادية الأوروبية عن طريق استفتاء.
- 10 نيسان - اعتمد المجلس تقريراً عن سير عمل معاهدة الاتحاد الأوروبي استعداداً للمؤتمر الحكومي الدولي لعام 1996.
- 21 نيسان - لجنة الأقاليم تتبنى رأيها الخاص بالمبادرة حول الاستعدادات للمؤتمر الحكومي الدولي لعام 1996.
- 28 نيسان - النمسا توقع اتفاقية شنغن.

### أيار
- 1 أيار - انضمت ليختنشتاين إلى المنطقة الاقتصادية الأوروبية.
- 3 أيار - وافقت المفوضية على برنامج Info 2000 لتحفيز تطوير صناعة محتوى الوسائط المتعددة الأوروبية في مجتمع المعلومات الناشئ.
- 3 - 10 أيار - تتبنى اللجنة ورقة بيضاء على إعداد البلدان المنتسبة إليه من أوروبا الوسطى والشرقية للاندماج في السوق الداخلية للاتحاد الأوروبي.
- 11 أيار - تمديد معاهدة عدم انتشار الأسلحة النووية لفترة غير محدودة (عمل مشترك في إطار السياسة الخارجية والأمنية المشتركة).
- 31 أيار - اعتمدت المفوضية ورقة خضراء حول الترتيبات العملية لإدخال العملة الموحدة.

### حزيران
- 12 حزيران - توقيع اتفاقيات الشراكة مع الاتحاد الأوروبي مع إستونيا ولاتفيا وليتوانيا.
- 15 حزيران - انعقاد القمة الحادية والعشرين لمجموعة السبع في هاليفاكس، كندا.
- 22 حزيران - رومانيا تتقدم بطلب للانضمام إلى الاتحاد الأوروبي.
- 27 حزيران - سلوفاكيا تتقدم بطلب للانضمام إلى الاتحاد الأوروبي.
- 26 - 27 حزيران وعقد المجلس الأوروبي في مدينة كان، فرنسا -. تم التوصل إلى اتفاق شامل بشأن التمويل الخارجي بما في ذلك ترتيبات التمويل لثماني دول من صندوق التنمية الأوروبي (EDF) لأفريقيا ومنطقة البحر الكاريبي والمحيط الهادئ (ACP). تم تأكيد الانتقال إلى عملة موحدة بحلول 1 كانون الثاني 1999.

### تموز
- 1 تموز - إسبانيا تتولى رئاسة مجلس الاتحاد الأوروبي.
- 12 تموز - البرلمان الأوروبي يعين جاكوب سودرمان، فنلنديًا، أمينًا للشكاوى في الاتحاد الأوروبي.
- 17 تموز - توقيع اتفاقية مؤقتة مع روسيا واتفاقية أورومتوسطية مع تونس واتفاقية تعاون مع فيتنام.
- 19 تموز - اعتمدت المفوضية ورقة خضراء حول حق المؤلف والحقوق المجاورة في مجتمع المعلومات و «نماذج المنفعة» (الحماية القانونية للملكية الفكرية).
- 26 تموز - وقعت الدول الأعضاء على اتفاقية اليوروبول للتعاون الشرطي.

### آب
- 25 آب - تتبنى الدول الأعضاء قائمة بالدول غير الأعضاء التي يجب أن يكون رعاياها حاملين تأشيرة لدخول الاتحاد الأوروبي.

### أيلول
- 13 أيلول - لاتفيا تقدمت بطلب رسمي للانضمام إلى الاتحاد الأوروبي.
- 17 أيلول - حكم كالانكي. ترى محكمة العدل الأوروبية أن التدبير الذي يضمن الأولوية التلقائية للمرأة في الترقيات يتجاوز مبدأ المساواة في المعاملة بين المرأة والرجل وبالتالي فهو تمييزي على أساس الجنس.

### تشرين الثاني
- 7 تشرين الثاني - توقيع اتفاقية جديدة بين يوراتوم والولايات المتحدة بشأن الاستخدام السلمي للطاقة النووية.
- 20 تشرين الثاني - توقيع اتفاقية تعاون مع نيبال. توقيع اتفاقية الشراكة الأورومتوسطية مع إسرائيل.
- 24 تشرين الثاني - استونيا تقدمت بطلب رسمي للانضمام إلى الاتحاد الأوروبي.
- 27-28 تشرين الثاني - انعقاد المؤتمر الأورومتوسطي في برشلونة.
- 29 تشرين الثاني - اعتمدت المفوضية الكتاب الأخضر حول شبكة المواطنين (النقل الحضري) ووثيقة بيضاء حول التعليم والتدريب.

### كانون الأول
- 8 كانون الأول - ليتوانيا تقدمت بطلب رسمي للانضمام إلى الاتحاد الأوروبي.
- 13 كانون الأول - المفوضية تتبنى الكتاب الأبيض حول سياسة الطاقة في الاتحاد الأوروبي.
- 14 كانون الأول - توقيع اتفاقية دايتون للسلام ليوغوسلافيا السابقة في باريس. تتقدم بلغاريا رسميًا للانضمام إلى الاتحاد الأوروبي.
- 15 كانون الأول - حكم بوسمان. تقرر محكمة العدل الأوروبية أن قواعد اتحاد كرة القدم التي تقيد عدد اللاعبين الأجانب في فرق كرة القدم وتلك المتعلقة بانتقالات اللاعبين تتعارض مع قانون المجتمع.
- 15 - 16 كانون الأول كانون الاول وعقد المجلس الأوروبي في مدريد، اسبانيا -. ويحدد 29 اذار 1996 موعدًا لبدء المؤتمر الحكومي الدولي ويؤكد إدخال العملة الموحدة ("اليورو") في 1 كانون الثاني 1999.
- 20 - 21 كانون الأول كانون الاول - المفوضية الأوروبية و البنك الدولي تنظيم اجتماع في بروكسل من الدول والمنظمات المانحة لإعادة إعمار البوسنة والهرسك.

## عاصمة الثقافة الأوروبية
عاصمة الثقافة الأوروبية هي مدينة حددها الاتحاد الأوروبي لمدة سنة تقويمية واحدة، تنظم خلالها سلسلة من الفعاليات الثقافية ذات البعد الأوروبي القوي.
- مدينة لوكسمبورغ، لوكسمبورغ